# Antonio Rosetti
Antonio Rosetti, también conocido como Francesco Antonio Rosetti, František Antonín Rösler o Franz Anton Rösler, (Litoměřice, Norte de Bohemia, c. 1750 – Ludwigslust, 30 de junio de 1792) fue un compositor y contrabajista del periodo clásico.

## Vida
La desambiguación ocasional con un supuesto, pero inexistente, "Antonio Rosetti nacido 1744 en Milán" se debe a un error de Ernst Ludwig Gerber en una edición tardía de su Tonkünstler-Lexikon, que confundió a Rosetti por un italiano en la primera edición de su propio Lexikon, y por lo tanto incluía a Rosetti dos veces, una vez como italiano, otra vez como germano-checo.

«Fallecidos en 1750: Ludwigslust, 30 de junio 1792 Antonio Rosetti –que no debe confundirse con Antonio Rosetti (1744 – después de 1780)– nació al norte de Praga, en la ciudad moldava que ahora se llama Litoměřice de valores alemanes y bautizado Franz Anton Rösler...»

Rosetti nació alrededor de 1750 en Litoměřice, una ciudad en el norte de Bohemia, y originalmente fue llamado František Antonín Rösler. Se cree que recibió formación musical temprana por parte de los jesuitas.
En 1773 Rosetti dejó su país natal y se incorporó a la Hofkapelle del Príncipe de Öttingen-Wallerstein, a quien sirvió durante dieciséis años, antes de convertirse en maestro de capilla del Duque Federico Francisco I de Mecklemburgo-Schwerin en 1789.
En 1777 se casó con Rosina Neher, con quien tuvo tres hijas. En 1781 se le concedió permiso para pasar cinco meses en París. Muchos de los más notables conjuntos musicales de la ciudad interpretaron su obra. Rosetti consiguió que su música fuese publicada, incluyendo una serie de seis sinfonías editadas en 1782. Regresó a sus funciones, con la seguridad de haber sido reconocido como un compositor consumado. Su música fue apreciada en vida, como demuestra que en su momento su música fuera publicada por los mejores editores musicales europeos. Murió sólo medio año después de Mozart el 30 de junio de 1792.

## Obra
Su obra comprende 44 sinfonías, más de 60 conciertos y sinfonías concertantes para solista y orquesta, especialmente para instrumentos de viento, obras de música sacra y numerosas piezas para formaciones de cámara y para teclado.
Rosetti también compuso un número significativo de obras vocales y corales, sobre todo en los últimos años de su vida. Entre ellas se encuentran los oratorios alemanes Der sterbende Jesu y Jesús en Getsemaní (1790) y un Aleluya alemán.

«Among these composers are J. W. Hertel, who set Tode's seven-part lyric Passion, one part of which is Jesus in Gethsemane (1780), set separately as a lyric oratorio by both E. W. Wolf (1788-89) and A. Rosetti (1790). (...)»

«Entre estos compositores se encuentra J. W. Hertel, que puso en escena la Pasión lírica en siete partes de Tode, una de las cuales es Jesús en Getsemaní (1780), puesta por separado como oratorio lírico tanto por E. W. Wolf (1788-89) como por A. Rosetti (1790). (...)»

En la actualidad quizás es más conocido por sus conciertos para trompa, que según el estudioso de Mozart H.C. Robbins Landon (en The Mozart Companion), pueden haber sido un modelo para los cuatro conciertos para trompa de Mozart. Rosetti también es conocido por haber escrito el Réquiem de 1776, que fue interpretado en un memorial por Mozart en diciembre de 1791.
Existen dificultades en la atribución de cierta música a Rosetti, ya que había un par de compositores con nombres similares al mismo tiempo, como Franciscus Xaverius Antonius Rössler.

### Música instrumental

#### Sinfonías
| Nº catálogo | Nº catálogo | Título               | Tonalidad                         | Grabaciones                                                      |
| Murray      | Kaul        | Título               | Tonalidad                         | Grabaciones                                                      |
| ----------- | ----------- | -------------------- | --------------------------------- | ---------------------------------------------------------------- |
| A1          | I:8         | Sinfonía             | Do mayor                          |                                                                  |
| A2          | I:46        | Sinfonía             | Do mayor                          |                                                                  |
| A3          | I:43        | Sinfonía             | Do mayor                          |                                                                  |
| A4          | I:4         | Sinfonía             | Do mayor                          |                                                                  |
| A5          | I:6         | Sinfonía             | Do mayor                          |                                                                  |
| A6          | I:11        | Sinfonía             | Do mayor                          | Tacet 1999, Biva 2009                                            |
| A7          | I:17        | Sinfonía             | Do mayor                          |                                                                  |
| A8          | I:26        | Sinfonía             | Do mayor                          | Arte Nova 2000, RBM 1997                                         |
| A9          | I:21        | Sinfonía             | Do mayor                          | Chandos 1997, Teldec 1997                                        |
| A10         | I:3         | Sinfonía             | Re mayor                          | CAB 2003                                                         |
| A11         | I:2         | Sinfonía             | Re mayor                          |                                                                  |
| A12         | I:12        | Sinfonía             | Re mayor                          | Chandos 1997                                                     |
| A13         | I:30        | Sinfonía             | Re mayor                          | Teldec 1997                                                      |
| A14         | I:29        | Sinfonía             | Re mayor                          | MDG 2001                                                         |
| A15         | I:33        | Sinfonía             | Re mayor                          |                                                                  |
| A16         | I:7         | Sinfonía             | Re mayor                          | CPO 2011                                                         |
| A17         | I:15        | Sinfonía             | Re mayor                          |                                                                  |
| A18         | I:47        | Sinfonía             | Re mayor                          |                                                                  |
| A19         | I:13        | Sinfonía             | Re mayor                          | Tacet 1999                                                       |
| A20         | I:18        | Sinfonía "La Chasse" | Re mayor                          | MDG 2003, Teldec 1997                                            |
| A21         | I:20        | Sinfonía             | Re mayor                          | Caro Mitis 2005, MDG 2001, Arte Nova 2000                        |
| A22         | I:28        | Sinfonía             | Re mayor                          | MDG 2003                                                         |
| A23         | I:5         | Sinfonía             | Mi bemol mayor                    |                                                                  |
| A24         | I:5a        | Sinfonía             | Mi bemol mayor                    | Ars Produktion 2011                                              |
| A25         | deest       | Sinfonía             | Mi bemol mayor                    |                                                                  |
| A26         | I:35        | Sinfonía             | Mi bemol mayor                    |                                                                  |
| A27         | I:32        | Sinfonía             | Mi bemol mayor                    | Arte Nova 2000, Teldec 1995                                      |
| A28         | I:23        | Sinfonía             | Mi bemol mayor (anotado como Re#) | Teldec 1995                                                      |
| A29         | I:9         | Sinfonía             | Mi bemol mayor                    | RBM 1997                                                         |
| A30         | I:34        | Sinfonía             | Mi bemol mayor                    |                                                                  |
| A31         | deest       | Sinfonía             | Mi bemol mayor                    |                                                                  |
| A32         | I:10 + I:55 | Sinfonía             | Fa mayor                          | CPO 2011                                                         |
| A33         | I:24        | Sinfonía             | Fa mayor                          | Chandos 1997                                                     |
| A34         | I:45        | Sinfonía             | Fa mayor                          |                                                                  |
| A35         | I:1         | Sinfonía             | Fa mayor                          |                                                                  |
| A36         | I:41        | Sinfonía             | Fa mayor                          |                                                                  |
| A37         | I:37        | Sinfonía             | Sol mayor                         |                                                                  |
| A38         | I:40        | Sinfonía             | Sol mayor                         |                                                                  |
| A39         | I:16        | Sinfonía             | Sol mayor                         | CPO 2005                                                         |
| A40         | I:22        | Sinfonía             | Sol mayor                         | Chandos 1997, Teldec 1997                                        |
| A41         | I:44        | Sinfonía             | Sol mayor                         |                                                                  |
| A42         | I:27        | Sinfonía             | Sol menor                         | K&K 2006, Caro Mitis 2005, Arte Nova 2000, Teldec 1995, RBM 1994 |
| A43         | I:19        | Sinfonía             | Si bemol mayor                    | MDG 2003                                                         |
| A44         | I:38        | Sinfonía             | Si bemol mayor                    |                                                                  |
| A45         | I:14        | Sinfonía             | Si bemol mayor                    | CPO 2005                                                         |
| A46         | I:39        | Sinfonía             | Si bemol mayor                    |                                                                  |
| A47         | deest       | Sinfonía             | Si bemol mayor                    | perdida                                                          |
| A48         | I:31        | Sinfonía             | Si bemol mayor                    | RBM 1997                                                         |
| A49         | I:25        | Sinfonía             | Si bemol mayor                    | Teldec 1995                                                      |
| A50         | deest       | Sinfonía             | La menor                          | perdida                                                          |
| A51         | I:49        | Sinfonía             | Re mayor                          |                                                                  |

#### Ensambles de viento
| Nº catálogo | Nº catálogo   | Título      | Tonalidad      | Grabaciones                                     |
| Murray      | Kaul          | Título      | Tonalidad      | Grabaciones                                     |
| ----------- | ------------- | ----------- | -------------- | ----------------------------------------------- |
| B1          | II:9          | Partita     | Re mayor       | CPO 2004                                        |
| B2          | II:10         | Partita     | Re mayor       |                                                 |
| B3          | II:8          | Partita     | Re mayor       | CPO 2004                                        |
| B4          | II:11         | Partita     | Re mayor       | CPO 2004                                        |
| B5          | II:14         | Partita     | Re mayor       | CPO 2004                                        |
| B6          | II:17         | Quinteto    | Mi bemol mayor |                                                 |
| B7          | II:20         | Partita     | Mi bemol mayor |                                                 |
| B8          | II:22         | Partita     | Mi bemol mayor |                                                 |
| B9          | deest         | Partita     | Mi bemol mayor |                                                 |
| B10         | II:6          | Partita     | Mi bemol mayor |                                                 |
| B11         | II:1          | Partita     | Mi bemol mayor |                                                 |
| B12         | deest         | Partita     | Mi bemol mayor |                                                 |
| B13         | II:4          | Partita     | Mi bemol mayor | Pan Classics 2006                               |
| B14         | II:7          | Partita     | Mi bemol mayor |                                                 |
| B15         | II:3          | Partita     | Mi bemol mayor |                                                 |
| B16         | II:5          | Partita     | Mi bemol mayor | Classico 2006                                   |
| B17         | deest         | Cuarteto    | Mi bemol mayor | Classico 2006                                   |
| B18         | II:13         | Partita     | Fa mayor       | Accent 1989 / Classico 2006 / Pan Classics 2006 |
| B19         | II:16         | Partita     | Fa mayor       |                                                 |
| B20         | II:15         | Partita     | Fa mayor       | CPO 2004                                        |
| B21         | II:12         | Partita     | Fa mayor       | Pan Classics 2006                               |
| B22         | II:2          | Sexteto     | Si bemol mayor | Classico 2006                                   |
| B23         | II:23         | Partita     | Si bemol mayor |                                                 |
| B24         | II:19 + II:21 | Notturno    | Re mayor       |                                                 |
| B25         | I:56          | Serenata    | Do mayor       |                                                 |
| B26         | II:18         | Septeto     | Mi bemol mayor |                                                 |
| B27         | I:58          | Notturno    | Mi bemol mayor | CPO 2003                                        |
| B28         | I:60          | 6 Minuetos  |                | perdida                                         |
| B29         | I:59          | 12 Minuetos |                |                                                 |

#### Conciertos
| Nº catálogo | Nº catálogo | Título                               | Tonalidad           | Grabaciones                                                         |
| Murray      | Kaul        | Título                               | Tonalidad           | Grabaciones                                                         |
| ----------- | ----------- | ------------------------------------ | ------------------- | ------------------------------------------------------------------- |
| C1          | deest       | Concierto para piano                 | Mi bemol mayor      |                                                                     |
| C2          | III:1       | Concierto para piano                 | Sol mayor           | Tacet 1999 / Capriccio 2002                                         |
| C3          | III:2       | Concierto para piano                 | Sol mayor           | Tacet 1999                                                          |
| C4          | III:3       | Concierto para piano                 | Si bemol mayor      |                                                                     |
| C5          | III:8       | Concierto para violín                | Do mayor            |                                                                     |
| C6          | III:9       | Concierto para violín                | Re mayor            | CPO 2005                                                            |
| C7          | III:7       | Concierto para violín                | Re mayor            |                                                                     |
| C8          | deest       | Concierto para violín                | Re mayor            |                                                                     |
| C9          | III:5       | Concierto para violín                | Re menor            | CPO 2005, Caro Mitis 2005                                           |
| C10         | III:6       | Concierto para violín                | Mi bemol mayor      |                                                                     |
| C11         | III:4       | Concierto para violín                | Fa mayor            |                                                                     |
| C12         | deest       | Concierto para violín                | La mayor            | partly perdida                                                      |
| C13         | III:10      | Concierto para violín                | La mayor            |                                                                     |
| C14         | I:36        | Sinfonía concertante para 2 violines | Re mayor            | MDG 2001                                                            |
| C15         | deest       | Concierto para viola                 | Sol mayor           |                                                                     |
| C16         | III:14      | Concierto para flauta                | Do mayor            | Orfeo 2003                                                          |
| C17         | III:16      | Concierto para flauta                | Re mayor            | Vars 2001                                                           |
| C18         | III:12      | Concierto para flauta                | Re mayor            |                                                                     |
| C19         | III:23      | Concierto para flauta                | Mi bemol mayor      | Naxos 2008                                                          |
| C20         | III:18      | Concierto para flauta                | Mi bemol mayor      |                                                                     |
| C21         | III:20      | Concierto para flauta                | Fa mayor            | Orfeo 2003                                                          |
| C22         | III:13      | Concierto para flauta                | Sol mayor           | Alba 2003 / Orfeo 2003                                              |
| C23         | III:11      | Concierto para flauta                | Sol mayor           |                                                                     |
| C24         | III:19      | Concierto para flauta                | Sol mayor           |                                                                     |
| C25         | III:17      | Concierto para flauta                | Sol mayor           | Orfeo 2003                                                          |
| C26         | III:24      | Concierto para flauta                | Sol mayor           |                                                                     |
| C27         | III:22      | Concierto para flauta                | Sol mayor           | Koch Schwann 2001                                                   |
| C28         | III:21      | Concierto para flauta                | Sol mayor           | MDG 2003                                                            |
| C29         | III:32      | Concierto para oboe                  | Do mayor            | CPO 2011                                                            |
| C30         | III:27      | Concierto para oboe                  | Do mayor            | CPO 2011                                                            |
| C31         | III:29      | Concierto para oboe                  | Do mayor            | CPO 1991                                                            |
| C32         | III:34      | Concierto para oboe                  | Do mayor            |                                                                     |
| C33         | III:28      | Concierto para oboe                  | Re mayor            | CPO 1991                                                            |
| C34         | III:31      | Concierto para oboe                  | Fa mayor            | CPO 1991, Naxos 2002                                                |
| C35         | deest       | Concierto para oboe                  | Fa mayor            |                                                                     |
| C36         | III:30      | Concierto para oboe                  | Sol mayor           | MDG 2001                                                            |
| C37         | III:25      | Concierto para oboe                  | Sol mayor           |                                                                     |
| C38         | III:43      | Concierto para trompa                | Re menor            | Caro Mitis 2005, Hänssler 2001, Teldec 1994, Nimbus 1988, Rosa 1998 |
| C39         | deest       | Concierto para trompa                | Re menor            |                                                                     |
| C40         | III:35      | Concierto para trompa                | Mi bemol mayor      | Arte Nova 2002                                                      |
| C41         | III:39      | Concierto para trompa                | Mi bemol mayor      | Zuk 2005, ebs 1997, EMI Classics 1986                               |
| C42         | III:41      | Concierto para trompa                | Mi bemol mayor      |                                                                     |
| C43         | deest       | Concierto para trompa                | Mi bemol mayor      | Arte Nova 2002                                                      |
| C44         | III:48      | Concierto para trompa                | Mi bemol mayor      | perdida                                                             |
| C45         | III:46      | Concierto para trompa                | Mi bemol mayor      | perdida                                                             |
| C46         | III:47      | Concierto para trompa                | Mi bemol mayor      | perdida                                                             |
| C47         | III:40      | Concierto para trompa                | Mi bemol mayor      | Arte Nova 2002                                                      |
| C48         | III:37      | Concierto para trompa                | Mi bemol mayor      | CPO 2009                                                            |
| C49         | III:36      | Concierto para trompa                | Mi bemol mayor      | Hanssler 2001, Rosa 1998, ebs 1997                                  |
| C50         | III:44      | Concierto para trompa                | Mi mayor            | CPO 2009, EMI Classics 1986                                         |
| C51         | III:42      | Concierto para trompa                | Mi mayor            | Hanssler 2001, Rosa 1998, EMI Classics 1986                         |
| C52         | III:45      | Concierto para trompa                | Mi bemol mayor      | Arte Nova 2002                                                      |
| C53         | III:38      | Concierto para trompa                | Fa mayor            | Hanssler 2001, Rosa 1998                                            |
| C54         | deest       | Concierto para trompa                | Mi bemol mayor      |                                                                     |
| C55         | III:54      | Concierto para 2 trompas             | Mi bemol mayor      | Naxos 1991                                                          |
| C56         | deest       | Concierto para 2 trompas             | Mi bemol mayor      | CPO 2003                                                            |
| C57         | III:53      | Concierto para 2 trompas             | Mi bemol mayor      | CPO 2003                                                            |
| C58         | III:51      | Concierto para 2 trompas             | Mi mayor            | CPO 2003                                                            |
| C59         | III:50      | Concierto para 2 trompas             | Mi mayor            | perdida                                                             |
| C60         | III:52      | Concierto para 2 trompas             | Mi mayor y Fa mayor | CPO 1999                                                            |
| C61         | III:49      | Concierto para 2 trompas             | Fa mayor            | CPO 2009, ebs 1997, BVA 1992, Naxos 1991                            |
| C62         | III:55      | Concierto para clarinete             | Mi bemol mayor      | CPO 1999                                                            |
| C63         | III:57      | Concierto para clarinete             | Mi bemol mayor      | CPO 1999                                                            |
| C64         | III:58      | Concierto para clarinete             | Mi bemol mayor      | perdida                                                             |
| C65         | deest       | Concierto para clarinete             | Mi bemol mayor      | perdida                                                             |
| C66         | III:65      | Concierto para clarinete             | Mi bemol mayor      | perdida                                                             |
| C67         | deest       | Concierto para fagot                 | Do mayor            | CPO 2012                                                            |
| C68         | III:64      | Concierto para fagot                 | Mi bemol mayor      | CPO 2012                                                            |
| C69         | III:60      | Concierto para fagot                 | Si bemol mayor      | CPO 2003, Naxos 2003                                                |
| C70         | III:67      | Concierto para fagot                 | Si bemol mayor      | perdida                                                             |
| C71         | III:65      | Concierto para fagot                 | Si bemol mayor      | perdida                                                             |
| C72         | III:66      | Concierto para fagot                 | Si bemol mayor      | CPO 2012                                                            |
| C73         | III:61      | Concierto para fagot                 | Si bemol mayor      | CPO 2003, Naxos 2003                                                |
| C74         | III:62      | Concierto para fagot                 | Si bemol mayor      | CPO 2003, Naxos 2003, Hungaroton 2006                               |
| C75         | III:63      | Concierto para fagot                 | Fa mayor            | CPO 2003, Naxos 2003                                                |
| C76         | deest       | Sinfonía concertante para 2 violines | Mi bemol mayor      |                                                                     |
| C77         | deest       | Concierto para clarinete             | Mi bemol mayor      |                                                                     |

#### Música de cámara
| Nº catálogo | Nº catálogo | Título                                            | Tonalidad      | Grabaciones                |
| Murray      | Kaul        | Título                                            | Tonalidad      | Grabaciones                |
| ----------- | ----------- | ------------------------------------------------- | -------------- | -------------------------- |
| D1          | IV:5.1      | Trío de cuerda                                    | Do mayor       |                            |
| D2          | IV:5.2      | Trío de cuerda                                    | Sol mayor      |                            |
| D3          | IV:5.3      | Trío de cuerda                                    | Re mayor       |                            |
| D4          | IV:5.4      | Trío de cuerda                                    | Fa mayor       |                            |
| D5          | deest       | Trío de cuerda                                    | Do mayor       |                            |
| D6          | IV:1.1      | Cuarteto de cuerda op.4/1                         | La mayor       |                            |
| D7          | IV:1.2      | Cuarteto de cuerda op.4/2                         | Do mayor       |                            |
| D8          | IV:1.3      | Cuarteto de cuerda op.4/3                         | Mi bemol mayor |                            |
| D9          | IV:2.1      | Cuarteto de cuerda op.6/1                         | La mayor       | CPO 1995                   |
| D10         | IV:2.2      | Cuarteto de cuerda op.6/2                         | Mi bemol mayor | CPO 1995                   |
| D11         | IV:2.3      | Cuarteto de cuerda op.6/3                         | Si bemol mayor | CPO 1995                   |
| D12         | IV:2.4      | Cuarteto de cuerda op.6/4                         | Do menor       | CPO 1995                   |
| D13         | IV:2.5      | Cuarteto de cuerda op.6/5                         | Re mayor       | CPO 1995                   |
| D14         | IV:2.6      | Cuarteto de cuerda op.6/6                         | Fa mayor       | CPO 1995                   |
| D15         | IV:4.1      | Cuarteto de cuerda                                | La mayor       |                            |
| D16         | IV:4.2      | Cuarteto de flauta                                | Sol mayor      |                            |
| D17         | IV:4.3      | Cuarteto de cuerda                                | Fa mayor       |                            |
| D18         | IV:3        | Cuarteto de fagot                                 | Si bemol mayor |                            |
| D19         | IV:13.1     | Sonata para violín                                | Re mayor       | Supraphon 2000, Naxos 2002 |
| D20         | IV:13.2     | Sonata para violín                                | Mi bemol mayor | Supraphon 2000, Naxos 2002 |
| D21         | IV:13.3     | Sonata para violín                                | Si bemol mayor | Supraphon 2000, Naxos 2002 |
| D22         | IV:13.4     | Sonata para violín                                | Sol mayor      | Supraphon 2000, Naxos 2002 |
| D23         | IV:13.5     | Sonata para violín                                | Si bemol mayor | Supraphon 2000, Naxos 2002 |
| D24         | IV:13.6     | Sonata para violín                                | Do mayor       | Supraphon 2000, Naxos 2002 |
| D25         | IV:14       | Sonata para violín                                | Fa mayor       | perdida                    |
| D26         | IV:7.1      | Trío de piano op,1/1                              | Sol mayor      |                            |
| D27         | IV:7.2      | Trío de piano op,1/2                              | Fa mayor       |                            |
| D28         | IV:7.3      | Trío de piano op,1/3                              | Si bemol mayor |                            |
| D29         | IV:8.1      | Trío de piano op,5/1                              | Do mayor       |                            |
| D30         | IV:8.2      | Trío de piano op,5/2                              | Mi bemol mayor |                            |
| D31         | IV:8.3      | Trío de piano op,5/3                              | Re mayor       |                            |
| D32         | IV:8.4      | Trío de piano op,5/4                              | Re mayor       |                            |
| D33         | IV:8.5      | Trío de piano op,5/5                              | La mayor       |                            |
| D34         | IV:8.6      | Trío de piano op,5/6                              | Do mayor       |                            |
| D35         | IV:9.1      | Trío de piano op,7/1                              | Sol mayor      |                            |
| D36         | IV:9.2      | Trío de piano op,7/2                              | Si bemol mayor |                            |
| D37         | IV:9.3      | Trío de piano op,7/3                              | Fa mayor       |                            |
| D38         | IV:9.4      | Trío de piano op,7/4                              | Do mayor       |                            |
| D39         | IV:12.1     | Trío de piano                                     | Do mayor       | perdida                    |
| D40         | IV:12.2     | Trío de piano                                     | Do mayor       | perdida                    |
| D41         | IV:12.3     | Trío de piano                                     | Re mayor       | perdida                    |
| D42         | IV:10.2     | Trío de piano                                     | Fa mayor       | perdida                    |
| D43         | IV:6.1      | Dúo de violín                                     | Mi bemol mayor |                            |
| D44         | IV:6.2      | Dúo de violín                                     | Si bemol mayor |                            |
| D45         | IV:6.3      | Dúo de violín                                     | Sol mayor      |                            |
| D46         | IV:6.4      | Dúo de violín                                     | La mayor       |                            |
| D47         | IV:6.5      | Dúo de violín                                     | Re mayor       |                            |
| D48         | IV:6.6      | Dúo de violín                                     | Do menor       |                            |
| D49         | II:24       | Cuarteto para piccolo, violín, 2 oboes y continuo | Do mayor       | perdida                    |
| D50         | II:25       | Cuarteto de flauta                                | Do mayor       | perdida                    |
| D51         | II:26       | Casación                                          | Re mayor       | perdida                    |
| D52         | II:27       | Casación                                          | Mi bemol mayor | perdida                    |

Nota: Las grabaciones de D19 a D24 son arreglos para arpa. 

#### Piano
| Nº catálogo | Nº catálogo | Título                                   | Tonalidad      | Grabaciones |
| Murray      | Kaul        | Título                                   | Tonalidad      | Grabaciones |
| ----------- | ----------- | ---------------------------------------- | -------------- | ----------- |
| E1          | V:6         | Sonata para piano                        | Fa mayor       |             |
| E2          | V:5         | Sonata para piano                        | Sol mayor      |             |
| E3          | V:3         | Sonata para piano                        | Si bemol mayor |             |
| E4          |             | Sonata para piano                        | Fa mayor       |             |
| E5          |             | Anglaise                                 | Re mayor       |             |
| E6          |             | Anglaise                                 | Fa mayor       |             |
| E7          |             | Anglaise                                 | Re mayor       |             |
| E8          |             | Minueto                                  | Fa mayor       |             |
| E9          |             | Minueto                                  | Do mayor       |             |
| E10         |             | Minueto                                  | Sol mayor      |             |
| E11         |             | Minueto                                  | Sol mayor      |             |
| E12         |             | Minueto                                  | Fa mayor       |             |
| E13         |             | Minueto                                  | Re mayor       |             |
| E14         |             | Minueto                                  | Re mayor       |             |
| E15         |             | Minueto                                  | Do mayor       |             |
| E16         |             | Minueto                                  | Do mayor       |             |
| E17         |             | Minueto                                  | Re mayor       |             |
| E18         |             | Minueto                                  | Do mayor       |             |
| E19         |             | Minueto                                  | Re mayor       |             |
| E20         |             | Minueto                                  | Do mayor       |             |
| E21         |             | Alla Polacca                             | Do mayor       |             |
| E22         |             | Schleifer                                | La mayor       |             |
| E23         |             | Schleifer                                | Sol mayor      |             |
| E24         |             | Schleifer                                | Sol mayor      |             |
| E25         |             | Deutscher Walzer                         | Fa mayor       |             |
| E26         |             | Deutscher Walzer                         | La mayor       |             |
| E27         |             | Romance                                  | Mi bemol mayor |             |
| E28         |             | Romance                                  | La mayor       |             |
| E29         |             | Romance                                  | Mi bemol mayor |             |
| E30         |             | Romance                                  | La mayor       |             |
| E31         |             | Romance                                  | Si bemol mayor |             |
| E32         |             | Romance                                  | Si bemol mayor |             |
| E33         |             | Romance                                  | Si bemol mayor |             |
| E34         |             | Romance                                  | Sol mayor      |             |
| E35         |             | Romance                                  | Si bemol mayor |             |
| E36         |             | Romance                                  | Si bemol mayor |             |
| E37         |             | Rondó                                    | Si bemol mayor |             |
| E38         |             | Rondó                                    | Re mayor       |             |
| E39         |             | Rondó                                    | Mi bemol mayor |             |
| E40         |             | Rondó                                    | Sol mayor      |             |
| E41         |             | Rondó                                    | La mayor       |             |
| E42         |             | Rondó                                    | Sol mayor      |             |
| E43         |             | Rondó                                    | Do mayor       |             |
| E44         |             | Capriccio                                | Do mayor       |             |
| E45         |             | Capriccio                                | Fa menor       |             |
| E46         |             | Capriccio                                | Re mayor       |             |
| E47         |             | Allegro                                  | Re mayor       |             |
| E48         |             | Allegro assai                            | Fa mayor       |             |
| E49         |             | Allegretto                               | La mayor       |             |
| E50         |             | Allegretto non presto                    | Re mayor       |             |
| E51         |             | Allegro scherzante                       | Sol mayor      |             |
| E52         |             | Allegretto scherzante                    | Si bemol mayor |             |
| E53         |             | Allegro scherzante                       | Sol mayor      |             |
| E54         |             | Allegro scherzando                       | Mi bemol mayor |             |
| E55         |             | Allegretto                               | La menor       |             |
| E56         |             | Allegretto                               | Sol mayor      |             |
| E57         |             | Andante                                  | Si bemol mayor |             |
| E58         |             | Andante                                  | Mi menor       |             |
| E59         |             | Grazioso                                 | Mi menor       |             |
| E60         |             | Moderato                                 | Re mayor       |             |
| E61         |             | Non presto                               | La mayor       |             |
| E62         |             | Presto non tanto                         | Mi bemol mayor |             |
| E63         | V:7.1       | Sonata para piano                        | Si bemol mayor |             |
| E64         | V:7.2       | Sonata para piano                        | Fa mayor       |             |
| E65         | V:7.3       | Sonata para piano                        | Sol mayor      |             |
| E66         | V:7.4       | Sonata para piano                        | Mi bemol mayor |             |
| E67         |             | Variaciones (6)                          | Sol mayor      |             |
| E68         |             | Danzas alemanas (4) para piano a 4 manos |                |             |

### Música vocal
| Nº catálogo | Tipo              | Título                                        | Texto                                              | Tonalidad      | Grabaciones             |
| Murray      | Tipo              | Título                                        | Texto                                              | Tonalidad      | Grabaciones             |
| ----------- | ----------------- | --------------------------------------------- | -------------------------------------------------- | -------------- | ----------------------- |
| F1          | Canción           | Abendgedanken eines Jüngling                  | Wie so schön der Sonne letzte Strahlen             | Mi mayor       |                         |
| F2          | Canción           | Abschied an Theonen                           | Nun Theone naht die Stunde                         | Si bemol mayor |                         |
| F3          | Canción           | Acrostiche                                    | Ce que j'aime, c'est ma Colette                    | Sol mayor      |                         |
| F4          | Canción           | Air de Monsieur le Chevalier de Rosetti       | Les Dieux ne formèrent Lisette                     | Fa menor       |                         |
| F5          | Canción           | Als Dafne weinte                              | Wunderschön ist die Natur                          | Re menor       |                         |
| F6          | Canción           | Am Fenster beim Mondschein                    | Nacht und still ist um mich her kaum               | La mayor       |                         |
| F7          | Canción           | An den Frühling                               | Wilkommen schöner Jüngling, du Wonne der Natur     | Mi bemol mayor |                         |
| F8          | Canción           | An die Muse                                   | Du, die voll Glut den Lorbeer einst besungen       | Fa menor       |                         |
| F9          | Canción           | An ein junges Mädchen                         | Du kleine Blondine bezaubert ja schon              | La mayor       |                         |
| F10         | Canción           | An ein kleines Mädchen                        | Tanze, liebe Kleine! hüpfe durch dies Leben        | Fa mayor       |                         |
| F11         | Canción           | An einen Blumenstraus                         | Blumen die mit lieber Hand                         | Si bemol mayor |                         |
| F12         | Canción           | An einem heitern Frühlingsmorgen              | Wilkommen mir, O Birkenhain                        | La mayor       |                         |
| F13         | Canción           | An einen Wassertrinker                        | Trink betrübter todtenblasser Wassertrinker        | Si bemol mayor |                         |
| F14         | Canción           | An mein Täubchen                              | Geh trautes liebes Täubchen                        | Sol mayor      |                         |
| F15         | Canción           | An Mutter Natur                               | Mutter ist ein süsses Lied                         | Si bemol mayor |                         |
| F16         | Canción           | An Selindes Augen                             | O, wie leuchtest du so klar                        | Mi bemol mayor |                         |
| F17         | Canción           | Der Apfel                                     | Als jüngst Hänschen in dem Gras                    | Re menor       |                         |
| F18         | Canción           | Aufmunterung zur Freude                       | Heitre dich mein Weibchen auf!                     | Mi menor       |                         |
| F19         | Canción           | Ballade                                       | Ein troziger Ritter im fränkischen Land            | Re mayor       |                         |
| F20         | Canción           | Die Biene und der Rosskäfer                   | Ein Bienchen sass im sanften Schose                | Fa mayor       |                         |
| F21         | Canción           | Blumenlied                                    | Es ist ein halbes Himmelreich                      | Sol mayor      |                         |
| F22         | Canción           | Doris an das Klavier                          | Gefährte meiner Einsamkeit                         | Fa mayor       |                         |
| F23         | Canción           | Doris an Lotten                               | Du fliechst! umringt von Schmerzen                 | Mi bemol mayor |                         |
| F24         | Canción           | Edgar an Psyche                               | Welch ein Leben kleine Psyche                      | Si bemol mayor |                         |
| F25         | Canción           | Ein Lied von der Liebe                        | Liebe, Liebe beseligt das Leben                    | Si bemol mayor |                         |
| F26         | Canción           | Ein Stückchen von meinem Bruder               | Ich hab ein kleines Brüderchen                     | Do mayor       |                         |
| F27         | Canción           | Eine sehr gewöhnliche Geschichte              | Filink stand jüngst vor Babets Thür                | Sol mayor      |                         |
| F28         | Canción           | Das eitle Mädchen                             | O, wie viel gebricht mir an Schönheit nicht!       | Si bemol mayor |                         |
| F29         | Canción           | Frizchens Lob des Landlebens                  | Rühmt immer eure grosse Stadt                      | Mi mayor       |                         |
| F30         | Canción           | Der Garten des Lebens                         | Der Garten des Lebens ist lieblich                 | Mi menor       |                         |
| F31         | Canción           | Das Glück auf dem Lande                       | Unter diesem stillen Schatten                      | Mi mayor       |                         |
| F32         | Canción           | Der glückliche Bauer                          | Ihr, schwätz mir da von einem Bauer                | Re mayor       |                         |
| F33         | Canción           | Der glückliche Landmann                       | Heida, lustig! ich bin Hanns                       | Do mayor       |                         |
| F34         | Canción           | Grethchens Lied                               | Seit in der Näh' ich mein Hänschen gesehn          | La mayor       |                         |
| F35         | Canción           | Guter Muth                                    | Und wenn ich auch kein König bin                   | Do mayor       |                         |
| F36         | Canción           | Hannchen                                      | Nachbar Veitens Hannchen ging neulich Gras zu      | Si bemol mayor |                         |
| F37         | Canción           | Huldigung                                     | Euch ihr Schönen! will ich fröhnen                 | Fa menor       |                         |
| F38         | Canción           | Jost mit der Schelle                          | Für'n armen Jost, sei mildreich Erden Sohn         | La menor       |                         |
| F39         | Canción           | Der junge Baum                                | Das liebe, kleine Bäumchen hier                    | Fa menor       |                         |
| F40         | Canción           | Karlinchen ein Jahr alt                       | Sieh! er kommt im frohen Feierkleide               | La mayor       |                         |
| F41         | Canción           | Das Klavier                                   | Süss ertönendes Klavier, welche Freude schaffst du | La mayor       |                         |
| F42         | Canción           | Könnt ich mein Liebchen kaufen                | Könnt ich mein Liebchen kaufen                     | La mayor       |                         |
| F43         | Canción           | Das Lamm                                      | Wie nah, du armens Lämmchen                        | Mi bemol mayor |                         |
| F44         | Canción           | Der Landmann hinter dem Pflug                 | Der war gewiss ein frommer Mann                    | Re mayor       |                         |
| F45         | Canción           | Das Leben ist ein Traum                       | Das Leben ist ein Traum                            | Mi bemol mayor |                         |
| F46         | Canción           | Liebe über Liebe                              | Mutter sieh den bösen Vogel                        | Mi bemol mayor |                         |
| F47         | Canción           | Der Liebende                                  | Beglückt, wer dich erblikt                         | Mi bemol mayor |                         |
| F48         | Canción           | Liebestaumel                                  | Was geht die ganze Welt mich an                    | Fa mayor       |                         |
| F49         | Canción           | Liebeserklärung                               | Ich liebe dich, ich darf es nur nicht              | La mayor       | Brilliant Classics 2009 |
| F50         | Canción           | Das Liebesgrab                                | Selmar war ein guter Junge jedem Menschen war      | La bemol mayor |                         |
| F51         | Canción           | Lied eines gemeinen Mannes                    | Ich will nicht sorgen mich, nicht kümmern          | Fa mayor       |                         |
| F52         | Canción           | Lied in der Kurzeit                           | O, wer wollt so thörigt sein Martern sich          | Re mayor       |                         |
| F53         | Canción           | Liedchen                                      | Ich hatt' einmal ein Mädchen                       | Si bemol mayor |                         |
| F54         | Canción           | Lob des Höchsten                              | Zu Sions Höhen hin erhebt                          | Mi mayor       |                         |
| F55         | Canción           | Das Mädchen bei der ersten Rotenzusammenkunft | Winter ist's drum ei'a nu Mädchen greift           | La mayor       |                         |
| F56         | Canción           | Mailied                                       | Gegrüsset Morgen Wolke!                            | Mi bemol mayor |                         |
| F57         | Canción           | Mailied                                       | Der Schnee zerinnt, der Mai beginnt                | La mayor       |                         |
| F58         | Canción           | Mein Mädchen                                  | Liebe, Liebe, welche Freuden                       | La mayor       |                         |
| F59         | Canción           | Der Mond                                      | Wie süss und freundlich lacht des Mondes           | Sol mayor      |                         |
| F60         | Canción           | Nachtigallenlied                              | Heut Morgen als ich lauschend schlich durch Büsch  | Sol mayor      |                         |
| F61         | Canción           | Der Negersklave                               | Hintern Meeresstrande wo die Sonne                 | Do # menor     |                         |
| F62         | Canción           | Die Nelke                                     | Wor ihrer Hütte wom West umweht                    | Si bemol mayor |                         |
| F63         | Canción           | Pastorale                                     | Rossignol dont la voix touchante                   | Mi bemol mayor |                         |
| F64         | Canción           | Das Rothkehlchen                              | So seh ich euch denn all entweichen                | Si bemol mayor |                         |
| F65         | Canción           | Rundgesang                                    | Unsre Herzen zu erfreun gab uns Gott               | Do mayor       |                         |
| F66         | Canción           | Der Sonderling                                | Baut stolze Schlösser in die Luft                  | Re mayor       |                         |
| F67         | Canción           | Die Sonne beim Aufgange                       | Sei mir gegrüsst zu meines Gottes                  | La mayor       |                         |
| F68         | Canción           | Der Traum                                     | Ich träumt' ich war ein Vögelein und flog auf      | La mayor       |                         |
| F69         | Canción           | Trinklied                                     | Das Glas gefült der Norwind brült                  | Re mayor       |                         |
| F70         | Canción           | Die Unschuld                                  | O Unschuld weihe du mich ganz!                     | Mi bemol mayor |                         |
| F71         | Canción           | Urians Reise um die Welt                      | Wenn jemand eine Reise thut                        | Si bemol mayor |                         |
| F72         | Canción           | Vergänglichkeit                               | Tausendmal hab ich's empfunden                     | Sol mayor      |                         |
| F73         | Canción           | Der verliebte Schäfer                         | Komm, sei mein Liebchen!schenke mir dein Herzchen  | Si bemol mayor |                         |
| F74         | Canción           | Die Verschwiegenheit                          | Heimlich nur, doch inniglich                       | Fa menor       |                         |
| F75         | Canción           | Vor einer Reise im Winter                     | Morgen, Morgen geht es fort                        | Si bemol mayor |                         |
| F76         | Canción           | Vor einer Reise zu Liebchen                   | Bravo, bravo! iezt empfohl                         | Sol mayor      |                         |
| F77         | Canción           | Der wahre Reichtum                            | Warum durchirrt nach Gut und Geld                  | Do mayor       |                         |
| F78         | Canción           | Wiegenlied                                    | Schlaf Kind, sieh hier an meinem Herzen            | Mi bemol mayor |                         |
| F79         | Canción           | Winterlied                                    | Kein Veilchen blüht, kein Röschen glüht            | La mayor       |                         |
| F80         | Canción           | Der Winter                                    | Nicht dir, O Lenz! will ich allein nur             | La mayor       |                         |
| F81         | Canción           | Der Zufrieden                                 | Ich gäbe nimmer zufrieden Sinn                     | Si bemol mayor |                         |
| F82         | Canción           | Der Zufrieden                                 | Meine Wûnsche sind gestillt                        | Fa menor       |                         |
| F83         | Himno             | Ah chare, ah Jesu peccavi                     | Ah chare, ah Jesu peccavi                          | Si bemol mayor |                         |
| F84         | Antífona          | Salve Regina                                  | Salve Regina Mater misericordiae                   | Do mayor       |                         |
| F85         | Antífona          | Salve Regina                                  | Salve Regina Mater misericordiae                   | Mi bemol mayor | Ars Produktion 2011     |
| F86         | Antífona          | Salve Regina                                  | Salve Regina Mater misericordiae                   | Mi bemol mayor | CPO 2006                |
| F87         | Antífona          | Salve Regina                                  | Salve Regina Mater misericordiae                   | Sol mayor      | CPO 2006                |
| F88         | Antífona          | Salve Regina                                  | Salve Regina Mater misericordiae                   | La mayor       | CPO 2006                |
| F89         | Antífona          | Salve Regina                                  | Salve Regina Mater misericordiae                   | Si bemol mayor | CPO 2006                |
| F90         | Aria de concierto | Tutta di sdegno armato                        | Tutta di sdegno armato                             | Do mayor       |                         |
| F91         | Aria de concierto | Wenn aus zerschmetternden Gewittern           | Wenn aus zerschmetternden Gewittern                | Do mayor       |                         |
| F92         | Antífona          | Salve Regina                                  | Salve Regina Mater misericordiae                   | Fa mayor       |                         |
| F93         | Himno             | Teomi Jesu adoro                              | Teomi Jesu adoro                                   | Do mayor       |                         |
| F94         | Himno             | Amavit eum Dominus amavit                     | Amavit eum Dominus amavit                          | Do mayor       |                         |
| F95         | Himno             | Attendite vigilate et orate                   | Attendite vigilate et orate                        | Sol menor      |                         |
| F96         | Himno             | Diffusa est gratia                            | Diffusa est gratia in labiis                       | Mi bemol mayor |                         |
| F97         | Himno             | Huc catastae                                  | Huc catastae huc orci larvae                       | Re mayor       |                         |
| F98         | Aria de concierto | Non vidi alma                                 | Non vidi alma che freme                            | Fa mayor       |                         |
| F99         | Himno             | Qua est ista                                  | Qua est ista qua ascendit                          | Sol mayor      |                         |
| F100        | Antífona          | Salve Regina                                  | Salve Regina Mater misericordiae                   | Si bemol mayor |                         |
| F101        | Antífona          | Parvulus filius                               | Parvulus filius hodie natus est                    | Sol mayor      |                         |
| F102        | Antífona          | Gaude Virgo Mater Christi                     | Gaude Virgo Mater Christi                          | Mi menor       |                         |
| F103        | Antífona          | De Beatissimae Virgine Maria                  | ?                                                  | Mi bemol mayor | perdida la parte vocal  |
| F104        | Aria de concierto | Or che per te sospiro                         | Or che per te sospiro                              | La mayor       |                         |
| F105        | Aria de concierto | Ariette                                       | Que dans sa détresse, l'amant qui me blesse        | Fa menor       |                         |
| F106        | Aria de concierto | Rondeau                                       | A mes voeux le ciel propice                        | Do mayor       |                         |
| F107        | Aria de concierto | Rondó                                         | Vous prenez un air sévère                          | Fa mayor       |                         |
| F108        | Aria de concierto | Scena e Rondó                                 | Calme ton âme...Mais par vengeance                 | Do mayor       |                         |
| F109        | Antífona          | A periens os suum dixit                       | A periens os suum dixit                            | Si bemol mayor |                         |

#### Música coral
| Nº catálogo | Tipo             | Título                                    | Fecha  | Autor/Nota                                 | Grabaciones |
| Murray      | Tipo             | Título                                    | Fecha  | Autor/Nota                                 | Grabaciones |
| ----------- | ---------------- | ----------------------------------------- | ------ | ------------------------------------------ | ----------- |
| G1          | Oratorio         | Der sterbende Jesu                        | 1785   | Karl Friedrich Bernhard Zinkernagel        |             |
| G2          | Oratorio         | Jesus in Gethsemane                       | 1790   | Heinrich Julius Tode                       | CPO 2006    |
| G3          | Cantata          | Aufs Osterfest                            | c.1790 | Misa de parodia de Murray H4               |             |
| G4          | Cantata          | Aufs Deutschlands Genius oder Friedenfest | c.1790 |                                            |             |
| G5          | Cantata          | Dank Kantate                              | c.1790 | Música completa de Murray G1               |             |
| G6          | Cantata          | Ewiger dir singen wir                     | c.1790 | Christian Gotthilf Tag                     |             |
| G7          | Cantata          | Hallelujah                                | 1791   | Heinrich Julius Tode                       | CPO 2006    |
| G8          | Incidental Music | Das Winterfest der Hirten                 | 1789   |                                            |             |
| G9          | Vaudeville       | La matinée des artistes                   |        | Voice parts perdida                        |             |
| G10         | Oda              | Gesegnet sei die Stunde                   | 1790   | Heinrich Julius Tode                       |             |
| G11         | Coral            | O Segne sei, du Geber grosser Freuden     | 1789   |                                            |             |
| G12         | Cantata          | Al sospire                                |        | Possiblemente de Antonio Rosetti (b. 1744) |             |

#### Obras litúrgicas
| Nº catálogo | Tipo               | Título                          | Tonalidad      | Fecha  | Grabaciones         |
| Murray      | Tipo               | Título                          | Tonalidad      | Fecha  | Grabaciones         |
| ----------- | ------------------ | ------------------------------- | -------------- | ------ | ------------------- |
| H1          | Misa               | Misa                            | Do mayor       |        |                     |
| H2          | Misa               | Misa                            | Do mayor       | 1782   |                     |
| H3          | Misa               | Misa                            | Do menor       |        |                     |
| H4          | Misa               | Misa                            | Re mayor       | 1787   |                     |
| H5          | Misa               | Misa                            | Re mayor       |        |                     |
| H6          | Misa               | Misa                            | Re mayor       | 1788   |                     |
| H7          | Misa               | Misa                            | Re menor       |        | perdida             |
| H8          | Misa               | Misa                            | Re menor       |        |                     |
| H9          | Misa               | Misa                            | Mi bemol mayor |        |                     |
| H10         | Misa               | Misa                            | Fa mayor       |        |                     |
| H11         | Misa               | Misa                            | Fa mayor       | 1784   |                     |
| H12         | Misa               | Missa brevis                    | Fa mayor       | c.1790 |                     |
| H13         | Misa               | Misa                            | Sol menor      |        |                     |
| H14         | Requiem            | Requiem                         | Do menor       |        |                     |
| H15         | Requiem            | Requiem                         | Mi bemol mayor | 1776   | Ars Produktion 2011 |
| H16         | Requiem            | Requiem                         | Mi bemol mayor | c.1780 |                     |
| H17         | Requiem            | Requiem                         | Mi bemol mayor |        |                     |
| H18         | Requiem            | Requiem                         | Mi bemol mayor |        |                     |
| H19         | Requiem            | Requiem                         | Fa mayor       |        |                     |
| H20         | Requiem            | Requiem                         | Sol menor      |        |                     |
| H21         | Coral              | Der Herr der aller Enden        | Si bemol mayor | c.1790 |                     |
| H22         | Coral              | Ich habe nun den Grund gefunden | Re mayor       | c.1790 |                     |
| H23         | Gradual            | Lauda O Sion                    | Do mayor       |        |                     |
| H24         | Gradual            | Venite ad me                    | Mi bemol mayor |        | Ars Produktion 2011 |
| H25         | Gradual            | Viderunt omnes                  | Si bemol mayor |        | Ars Produktion 2011 |
| H26         | Ofertorio          | Ecce video caelos apertos       | Re mayor       | c.1790 |                     |
| H27         | Ofertorio          | Huc ad este pie mentes          | Mi bemol mayor |        |                     |
| H28         | Ofertorio          | O felix Roma                    | Mi bemol mayor |        |                     |
| H29         | Ofertorio          | Laetare mater ecclesia          | Do mayor       |        |                     |
| H30         | Himno              | Pange lingua                    | Mi bemol mayor | 1785   |                     |
| H31         | Himno              | Jesu rex fortissime             | Si menor       | c.1785 | Ars Produktion 2011 |
| H32         | Arreglo para salmo | Singet dem Herrn                | Do mayor       | c.1790 |                     |
| H33         | Antífona           | Ave Maria                       | Do mayor       |        |                     |
| H34         | Antífona           | Asperges me                     | Do mayor       |        |                     |
| H35         | Antífona           | Salve Regina                    | Mi bemol mayor |        |                     |
| H36         | Canticle           | Te Deum                         | Re mayor       |        |                     |
| H37         | Canticle           | Litaniae                        | Do mayor       |        |                     |
| H38         | Canticle           | Litaniae                        | Do mayor       | 1789   |                     |
| H39         | Canticle           | Litaniae                        | Re mayor       | 1790   |                     |
| H40         | Arreglo para salmo | Miserere                        | Re menor       | c.1790 |                     |
| H41         | Arreglo para salmo | Vesperae solemnes               | Do mayor       |        |                     |